# Grabniak (Dybki)
Grabniak – część wsi Dybki w Polsce, położona w województwie mazowieckim, w powiecie ostrowskim, w gminie Ostrów Mazowiecka.
W latach 1975–1998 Grabniak administracyjnie należał do województwa ostrołęckiego.